# Yabgu
Yagbu era una carica amministrativa degli antichi stati turchi o mongoli, circa equivalente alla carica di governatore. Il titolo significa l'assistente del khagan, un incarico assegnato ad uno dei suoi figli o parenti in linea paterna. Si tratta quindi di una carica simile a quella di principe ereditario nella monarchia, ove alla morte del khagan, succedeva al potere lo yagbu. Tradizionalmente la posizione di yagbu era assegnata al secondo membro per importanza di un clan dominante (Ashina), con il capo clan nella carica di khagan. Tipicamente lo yabgu era un fratello minore del khagan regnante oppure uno della successiva generazione, nominato il shad (principe del sangue).